# Twicecoaster: Lane 1
Twicecoaster: Lane 1 (estilizado como TWICEcoaster: LANE 1) é o terceiro extended play (EP) do grupo feminino sul-coreano Twice. O EP foi lançado digitalmente e fisicamente em 24 de outubro de 2016 pela JYP Entertainment e distribuído pela KT Music.
Composto por sete faixas que apresentam vários gêneros, incluindo electropop, dance-pop, deep house, R&B e rock, o EP é apoiado pelo single "TT" produzido por Black Eyed Pilseung. Foi um sucesso comercial para o grupo, liderando a Gaon Album Chart e ultrapassando as vendas de cinco meses de seu EP anterior, Page Two, em apenas uma semana. Em seguida, tornou-se o álbum de grupo feminino coreano mais vendido na Gaon no ano de 2016, vendendo mais de 350.000 cópias. Uma edição de Natal do álbum também foi lançada em 19 de dezembro de 2016.
A reedição do EP, intitulada Twicecoaster: Lane 2, foi lançada em 20 de fevereiro de 2017.

## Antecedentes e lançamento
Em 10 de outubro de 2016, a JYP Entertainment confirmou pela primeira vez os detalhes sobre o próximo EP de Twice intitulado Twicecoaster: Lane 1, lançando um calendário de promoção através da página inicial oficial do grupo e em redes sociais, mostrando sua programação de promoção começando em 10 de outubro até o lançamento de seu álbum, que foi previsto para 24 de outubro. Em 11 de outubro, Twice carregou um vídeo de introdução que mostra o grupo voltando para seus camarins após a apresentação de seu single anterior "Cheer Up", antes de cada membro receber uma mensagem de texto que as levou a franzir a testa e fazer uma pose formando a palavra "TT". Em 12 de outubro, o grupo lançou uma prévia do álbum revelando seu conteúdo e embalagem. Em 13 de outubro, Twice carregou uma imagem da lista de faixas do álbum, revelando que seu single principal era "TT" e com sete músicas no total. Uma imagem intitulada "TWICE MV UNIVERSE" também foi lançada no mesmo dia, sugerindo que os eventos no universo do próximo videoclipe de "TT" seriam conectados aos videoclipes dos singles anteriores de Twice "Like Ooh Aah" e "Cheer Up".
Twice carregou sua primeira foto teaser de grupo em 14 de outubro. Uma segunda foto de grupo foi carregada mais tarde no mesmo dia retratando as integrantes sentadas em cadeiras que estão dispostas de forma semelhante a uma montanha-russa. Em 15 de outubro, duas imagens teasers de grupo apresentando Jeongyeon, Mina, Nayeon e Momo foram lançadas. No mesmo dia, o grupo lançou uma prévia do segundo álbum revelando que duas versões do álbum: damasco e neon magenta, estão disponíveis. As duas versões disponíveis para o álbum são referências às cores oficiais do Twice, que elas anunciaram no início de setembro. Em 16 de outubro, duas imagens teasers do grupo com Jihyo, Tzuyu, Sana, Chaeyoung e Dahyun foram lançadas. No mesmo dia, as integrantes Mina e Chaeyoung fizeram uma aparição na KBO League 2016 realizada no Jamsil Baseball Stadium para lançar o primeiro arremesso cerimonial para a partida entre Nexen Heroes e LG Twins, onde elas mostraram a pose "TT",  atraindo atenção. Em 17 de outubro, três filmes teasers individuais com Nayeon, Jeongyeon e Momo foram lançados, mostrando cada membro enfrentando suas próprias situações decepcionantes que os levaram a formar a pose "TT". Em seguida, vieram os teasers de Sana, Jihyo e Mina, lançados em 18 de outubro. Em 19 de outubro, o último lote de filmes teasers individuais com Dahyun, Chaeyoung e Tzuyu foi lançados.
Em comemoração ao primeiro aniversário de Twice desde a estreia, o grupo revelou a sétima faixa do EP "One in a Million", a canção que dedicou aos fãs, através de uma transmissão ao vivo no V Live intitulada Twice 1st Anniversary V em 20 de outubro às 22:30 KST. No mesmo dia, elas lançaram o primeiro teaser do videoclipe de "TT", retratando um conceito com tema de Dia das Bruxas e apresentando duas crianças entrando e explorando uma mansão sombria para fazer doces ou travessuras. Isso foi seguido por um segundo clipe teaser carregado em 21 de outubro, que apresentava as integrantes cumprimentando as crianças enquanto também revelavam uma parte do verso de abertura da música e sua coreografia. Em 22 de outubro, o grupo lançou fotos teasers individuais em tons pastel para cada integrante. Também foi revelado que o álbum físico tem nove capas de CD aleatórias apresentando cada integrantes do grupo. No dia seguinte, Twice lançou um medley de destaque com trechos de áudio para todas as músicas do EP ao lado de uma série de teasers de coreografia que ilustram os movimentos de dança de cada integrante, para sua faixa-título "TT", em diagramas caracterizados.
O álbum foi lançado oficialmente em 24 de outubro às 12h KST. Também foi lançado como download digital em vários portais de música.

## Composição
Twicecoaster: Lane 1 é um EP composto por sete faixas que apresenta vários gêneros, incluindo electropop, dance-pop, deep house, R&B e rock, entre outros. A faixa-título "TT" é produzida pela dupla sul-coreana Black Eyed Pilseung, que também trabalhou com Twice em seus singles anteriores "Like Ooh-Aah" e "Cheer Up". É sonoramente descrito como uma música eletropop e dance-pop com uma batida constante de deep house. Com o título referindo-se ao emoticon usado para expressar choro ou tristeza, a música descreve liricamente o coração batendo forte de uma garota enquanto ela se apaixona pela primeira vez. Falando sobre a música, a integrante Jihyo afirmou que a faixa "melhor mostra a vibração energética e brilhante de Twice que [elas] mostraram desde 'Like Ooh-Ahh' e 'Cheer Up'".
A música "1 to 10" é classificada como uma faixa R&B que lembra músicas lançadas durante os anos 1990, apresentando o uso de música de sintetizador misturada com bateria pesada, baixo e violão. "Ponytail" apresenta fortemente o uso de rock. "Jelly Jelly" é descrita como uma canção pop que mistura Moog Taurus e música de sintetizador. "Pit-A-Pat" é classificada como uma música pop dançante de fusão energética que liricamente fala sobre a emoção de uma garota. "Next Page" é descrita como uma música otimista com uma atmosfera urbana. O título da faixa de encerramento do álbum, "One in a Million", refere-se à saudação introdutória característica do grupo e foi escrita para os fãs, com a faixa acústica descrevendo liricamente seus ouvintes como uma pessoa especial "uma em um milhão".

## Promoção
Após o lançamento do EP, Twice realizou seu showcase para o EP em 24 de outubro de 2016 na Blue Square localizada em Seul, Coreia do Sul. Elas apresentaram canções de seus álbuns anteriores: "Like Ooh-Ahh", "Do It Again", "Precious Love", "Cheer Up" e "Candy Boy". Elas também apresentaram "One in a Million", "Jelly Jelly" e "TT" pela primeira vez no showcase, que foi transmitido ao vivo pelo V Live.
O grupo promoveu seu álbum em vários programas musicais sul-coreanos, começando com sua aparição no M Countdown em 27 de outubro em seu episódio especial de transmissão realizado na Ilha de Jeju. O episódio realizado em Jeju reuniu 10.000 fãs locais e internacionais e foi transmitido em treze países. Isso foi seguido por apresentações no Music Bank da KBS2 em 28 de outubro, Show! Music Core da MBC em 29 de outubro, The Show da SBS MTV em 1 de novembro em que a faixa-título "TT" recebeu sua primeira vitória em um programa musical, e no Show Champion da MBC M em 2 de novembro, entre outras datas de apresentação. O single do álbum chegou a acumular 13 vitórias em programas musicais, com sua última vitória no Music Bank em seu episódio transmitido em 6 de janeiro de 2017.
Twice apresentou "Jelly Jelly" pela primeira vez em um programa musical no episódio de 27 de novembro do Inkigayo.

## Desempenho comercial
Após o lançamento de Twicecoaster: Lane 1, sua faixa-título "TT" alcançou um all-kill ao chegar ao topo das paradas em tempo real de todos os oito principais sites de música sul-coreanos Naver Music, Melon, Mnet, Olleh Music, Genie Music, Bugs, Monkey Music e Soribada. Em 31 de outubro, foi relatado que o EP registrou mais de 165.000 cópias físicas vendidas na Gaon Music Chart em uma semana, registrando as vendas mais altas de um álbum de grupo feminino coreano para o ano de 2016. Com isso, o grupo ultrapassou as vendas de cinco meses de seu EP lançado anteriormente Page Two em apenas sete dias. O álbum também estreou no topo da Weekly Gaon Album Chart. Ele também entrou na tabela World Albums da Billboard no número 3 em sua edição de tabelas datada de 12 de novembro.
Twicecoaster: Lane 1 se tornou o terceiro álbum mais vendido na parada da Gaon no mês de outubro, registrando 166.810 cópias vendidas. Em 22 de novembro, foi relatado que o EP ultrapassou 200.000 vendas físicas, tornando o Twice o único grupo feminino de K-pop que vendeu mais de 200.000 cópias do álbum de 2014 a 2016. No final do ano, o álbum se tornou o quinto álbum mais vendido e o álbum mais vendido de um grupo feminino coreano em 2016, gravando 350.852 cópias vendidas. O EP deteve o recorde de vendas mais altas no primeiro dia e na primeira semana de um álbum de um grupo feminino sul-coreano até ser superado pelo lançamento bem-sucedido de Twice, Signal, em 2017.

## Edição de Natal
Em 5 de dezembro de 2016, Twice anunciou pela primeira vez por meio de suas redes sociais que lançaria uma edição de Natal de Twicecoaster: Lane 1, que é uma versão em que as fotos da capa do álbum são alteradas para as de Twice vestindo roupas natalinas, mas essencialmente tendo a mesma lista de faixas do lançamento original. A pré-venda foi agendada para 12 de dezembro e o lançamento do álbum previsto para 19 de dezembro. Em 7 de dezembro, o grupo divulgou duas fotos teaser do grupo das integrantes vestindo trajes de Natal. Após o seu lançamento em 19 de dezembro, a edição de Natal vendeu mais de 115.000 cópias em pré-venda.

## Lista de faixas
| Twicecoaster: Lane 1 — Edição padrão |                    |                           |                                                            |                                    |         |  |
| N.º                                  | Título             | Letras                    | Música                                                     | Arranjo                            | Duração |  |
| 1.                                   | "TT"               | Sam Lewis                 | Black Eyed Pilseung                                        | Rado                               | 3:34    |  |
| 2.                                   | "1 to 10"          | Chloe Noday               | Noday Chloe                                                | Noday Chloe                        | 2:56    |  |
| 3.                                   | "Ponytail"         | Lee Sin-seong ZigZag Note | ZigZag Note                                                | ZigZag Note Noh Eun-jong           | 3:27    |  |
| 4.                                   | "Jelly Jelly"      | Jowul                     | east4A Ashley Mounts Kim Hee-deok                          | east4A                             | 3:32    |  |
| 5.                                   | "Pit-A-Pat"        | Yorkie Kang Ji-won        | Kang Ji-won Im Kwang-uk                                    | Im Kwang-uk Kang Ji-won            | 3:27    |  |
| 6.                                   | "Next Page"        | Maeel                     | Joe J. Lee "Kairos"                                        | Joe J. Lee "Kairos" Hobyn "K.O" Yi | 2:57    |  |
| 7.                                   | "One in a Million" | mr.cho                    | Sebastian Thott Didrik Thott Andreas Öberg Danielle Senior | Sebastian Thott                    | 2:55    |  |
| Duração total:                       | Duração total:     | Duração total:            | Duração total:                                             | Duração total:                     | 22:48   |  |

| Twicecoaster: Lane 1 — DVD bônus da edição da Tailândia |                                                             |         |  |
| N.º                                                     | Título                                                      | Duração |  |
| 1.                                                      | "TT" (Videoclipe)                                           |         |  |
| 2.                                                      | "TT" (Teaser 1 do videoclipe)                               |         |  |
| 3.                                                      | "TT" (Teaser 2 do videoclipe)                               |         |  |
| 4.                                                      | "TT" (Vídeo de prática de dança)                            |         |  |
| 5.                                                      | "1 to 10" (Vídeo de prática de dança)                       |         |  |
| 6.                                                      | "Jelly Jelly" (Vídeo de prática de dança)                   |         |  |
| 7.                                                      | "TT" (Bastidores da sessão de fotos (Legenda em tailandês)) |         |  |
| 8.                                                      | "TT" (Bastidores (Legenda em tailandês))                    |         |  |

## Créditos e pessoal
Créditos adaptados das notas do encarte do álbum.

### Locais
| Gravação - JYPE Studios, Seul, Coreia do Sul - Prelude Studio, Seul, Coreia do Sul - Trinity Sound Studio, Seul, Coreia do Sul - Paradise Music Studio, Seul, Coreia do Sul - U Productions Studio A, Seul, Coreia do Sul - Kairos Music Group, Los Angeles, Califórnia | Mixagem - JYPE Studios, Seul, Coreia do Sul - W Sound Studio, Seul, Coreia do Sul - Echo Bar Studios, Los Angeles, Califórnia Masterização - Sonic Korea, Seul, Coreia do Sul |

### Equipe
- J.Y. Park "The Asiansoul" – produtor
- Black Eyed Pilseung – co-produtor
- Lee Ji-young – direção e coordenação (A&R)
- Jang Ha-na – música (A&R)
- Nam Jeong-min – música (A&R)
- Kim Ji-hyeong – produção (A&R)
- Kim Bo-hyeon – design (A&R), album design and artwork
- Kim Tae-eun – design (A&R), design e arte do álbum
- Choi Hye-jin – engenheiro assistente de gravação e mixagem
- Im Hong-jin – engenheiro de gravação
- Lee Chang-seon – engenheiro de gravação
- Kim Si-cheol – engenheiro de gravação
- Yang Jeong-nam – engenheiro de gravação
- Brian U – engenheiro de gravação
- Kang Yeon-noo – engenheiro de gravação
- Wes Koz – engenheiro assistente de gravação e violão (em "Next Page")
- Kevin Wong "Koncept" – engenheiro assistente de gravação
- Park Sang-rok – engenheiro assistente de gravação
- Lee Tae-seob – engenheiro de mixagem
- Kim Yong-woon "goodear" – engenheiro de mixagem
- Jo Joon-seong – engenheiro de mixagem
- Bob Horn – engenheiro de mixagem
- Choi Ja-yeon – engenheiro assistente de mixagem
- Park Jeong-eon – engenheiro de masterização
- Kim Young-jo (Naive Creative Production) – diretor de videoclipe
- Yoo Seung-woo (Naive Creative Production) – diretor de videoclipe
- Kim Young-joon (Agency Seed) – fotógrafo
- Choi Hee-seon – estilista
- Im Ji-hyeon – estilista
- Park Nae-joo – diretora de cabelo
- Won Jeong-yo – diretora de maquiagem
- Park Nam-yong – coreógrafo
- Yoon Hee-so – coreógrafa
- Lia Kim – coreógrafa
- Jiggy Choi Young-joon – coreógrafo
- Hong Hoon-pyo – coreógrafo
- Rado – todos os instrumentos e programação de computador (em "TT")
- Jihyo – vocais de fundo (em "TT")
- Nayeon – vocais de fundo (em "TT")
- Noday – todos os instrumentos, teclado e programação de computador (em "1 to 10")
- Chloe – todos os instrumentos, teclado, programação de computador e vocais de fundo (em "1 to 10")
- Kwon Phillip – guitarra (em "1 to 10")
- Yoon Woo-seon – piano (em "Ponytail")
- Kim Ki-wook – baixo (em "Ponytail")
- Hong Joon-ho – guitarra (en "Ponytail")
- Lee Gyu-hyeong – tambor (em "Ponytail")
- Lee Dae-hee – sintetizador (on "Ponytail")
- Kim So-hyeon – coro (em "Ponytail") e vocais de fundo (em "Pit-a-Pat")
- east4A – todos os instrumentos e programação de computador (em "Jelly Jelly")
- Jeong Jin-ha – vocais de fundo (em "Jelly Jelly")
- Im Kwang-wook – todos os instrumentos e programação de computador (em "Pit-a-Pat")
- Kang Ji-won – todos os instrumentos e programação de computador (em "Pit-a-Pat")
- Joe J. Lee "Kairos" – todos os instrumentos e produção vocal (em "Next Page")
- Hobyn "K.O" Yi – todos os instrumentos, teclados, programação de computador e produção vocal (em "Next Page")
- Samuel J Lee – produção de vocal e baixo (em "Next Page")
- Esther Park "Legaci" – vocais de fundo e produção vocal (em "Next Page")
- Bei Zhang – vocais de fundo (em "Next Page")
- Sebastian Thott – todos os instrumentos, programação de computador e guitarras (em "One in a Million")
- Andreas Öberg – guitarras (em "One in a Million")
- Lee Da-jeong – vocais de fundo (em "One in a Million")

## Desempenho nas tabelas musicais
| Tabela musical (2016)                   | Melhores posições |
| --------------------------------------- | ----------------- |
| Coreia do Sul (Gaon)                    | 1                 |
| Estados Unidos (Billboard World Albums) | 3                 |
| Japão (Oricon)                          | 10                |

| Tabela musical (2016) | Posição |
| --------------------- | ------- |
| Coreia do Sul (Gaon)  | 5       |

| Tabela musical (2017) | Posição |
| --------------------- | ------- |
| Coreia do Sul (Gaon)  | 84      |
| Japão (Oricon)        | 96      |

## Reconhecimentos

### Prêmios e indicações
| Ano  | Premiação          | Categoria                    | Resultado | Ref.   |
| ---- | ------------------ | ---------------------------- | --------- | ------ |
| 2017 | Golden Disc Awards | Álbum Daesang (Álbum do Ano) | Indicado  | [ 62 ] |

## Histórico de lançamento
| Região         | Data                                     | Formatos         | Distribuidor                     | Ref.          |
| -------------- | ---------------------------------------- | ---------------- | -------------------------------- | ------------- |
| Várias         | 24 de outubro de 2016                    | Download digital | JYP Entertainment KT Music       | [ 63 ]        |
| Coreia do Sul  | 24 de outubro de 2016                    | Download digital | JYP Entertainment KT Music       | [ 64 ]        |
| Coreia do Sul  | 24 de outubro de 2016                    | CD               | JYP Entertainment KT Music       | [ 65 ]        |
| Coreia do Sul  | 19 de dezembro de 2016 (Edição de Natal) | CD               | JYP Entertainment KT Music       | [ 66 ] [ 50 ] |
| Tailândia      | 17 de março de 2017 (Edição Tailandesa)  | CD, DVD          | JYP Entertainment BEC-Tero Music | [ 54 ]        |
| Estados Unidos | 1 de março de 2020                       | Streaming        | JYP Republic                     | [ 67 ]        |